# Українська радикальна партія (1890)
Украї́нська радика́льна па́ртія (УРП; спершу Русько-Українська радикальна партія — РУРП, а з 1926 Українська соціалістично-радикальна партія — УСРП) — перша українська політична партія на території України, заснована 4 жовтня 1890 у Львові на базі радикальних молодіжних (драгоманівських) гуртків, що постали в Галичині в кінці 1870-х років під впливом Михайла Драгоманова.
Голови (лідери) партії: Іван Франко (до 1898), Михайло Павлик (до 1914), Микола Лагодинський (до 1919), Лев Бачинський (1930; довгий час найвпливовіший діяч УРП), Іван Макух.
Визначними членами партії були, крім згаданих: Іван Блажкевич, Кирило Трильовський (найпопулярніший її діяч), М.Коберський, Дмитро Ладика, В.Лисий, Михайло Матчак, Осип Назарук (до 1922—1923), О.Павлів, І.Попович, Матвій Стахів, С.Жук та інші.
З УРП (УСРП) були пов'язані визнані письменники: Василь Стефаник, Лесь Мартович, Осип Маковей, Денис Лукіянович.

## Заснування
Заснована з ініціативи Івана Франка, Михайла Павлика, В'ячеслава Будзиновського, Євгена Левицького, Северина Даниловича, Кирила Трильовського й інших на з'їзді, що відбувався 4-5 жовтня 1890 року у Львові під головуванням І.Франка.
З'їзд схвалив програму партії, яку підготували Іван Франко, Северин Данилович, Михайло Павлик.
РУРП була першою українською політичною партією європейського зразка — з суцільною програмою, масовою організацією і реєстрованим членством. В основу програми покладено етичний і науковий соціалізм на демократичній і кооперативній базі, людську гідність для всіх і всеукраїнську єдність (соборність всіх українських земель). Проголошувалася головна мета: пробудження свідомості мас, перетворення їх на політичну силу, з вимогами якої мусила би рахуватися влада.
Радикальний рух прагнув до секуляризації українського громадського й культурного життя та поборював (критикував) Українську греко-католицьку церкву й духовенство, яке тоді відігравало провідну роль в Галичині.

## 1890-і роки
У 1895 на IV з'їзді було прийнято Доповнення до Програми РУРП, в якому виголошувалося, що здійснення соціалістичних ідеалів можливе лише за умови якнайширшого самоуправління краю. На тому ж з'їзді РУРП склала під впливом Юліана Бачинського заяву про політичну самостійність українського народу.
1895 від неї обрано 3 послів до Галицького сейму, а 1897 — двох до віденського парламенту (Т.Окуневський, Р.Яросевич).
На з'їзді 1897 висунула постанову про підготову селянського страйку. У зв'язку з виборами УРП влаштувала масові селянські віча за загальне виборче право.
РУРП організувала селян і робітників, закладала кооперативи (народні спілки), проголошувала гасло політичної боротьби власними силами народу, виховувала діячів із селян і робітників, організувала жіноцтво. Мала виразно опозиційну програму до уряду та тодішніх народовців й успішно поборювала «нову еру».
Драгоманов вважав заснування партії за передчасне, але погодився з доконаним фактом; інтенсивно співпрацюючи в радикальних органах, він своїм авторитетом формував ідейне обличчя УРП. Смерть Драгоманова (1895) приспішила процес диференціації в радикальному русі. З 1895 в партії змагалися три течії: соціалісти-народники (драгоманівці), соціалісти-марксисти і радикальні народовці. Цей процес згодом призвів до розламів в УРП.

## Розлами
1899 з партії вийшли соціалісти-марксисти та радикальні народовці:
- Микола Ганкевич, Юліан Бачинський, Роман Яросевич, Семен Вітик й інші заснували Українську соціал-демократичну партію
- Володимир Охримович, Євген Левицький, В'ячеслав Будзиновський, Теофіл Окуневський, Іван Франко й інші створили разом з більшістю народовців Українську націонал-демократичну партію (НДП).

РУРП стала фактично партією селян. Після УНДП вона була найсильнішою українською партією в Галичині; разом з УНДП утворила в українському політичному русі неофіційну двопартійну систему, в якій відігравала роль лівої опозиції щодо центристської УНДП.
У віденському парламенті вона отримала в 1901 р. мандати 2 послів, у 1907 і 1911 — 5 послів (Л.Бачинський, В.Стефаник, К.Трильовський, М.Лагодинський, П.Лаврук); у Галицькому сеймі (1913) — 6.
1904 — була прийнята нова програма РУРП.
У 1900-х роках завдяки діячам УРП (зокрема К.Трильовському) створено пожежно-руханкову організацію «Січ», а у 1913 — парамілітарне товариство Українські січові стрільці (УСС).

## ЗУНР
З проголошенням ЗУНР УРП увійшла до Української Національної Ради; члени Державного Секретаріату від неї були: Дмитро Вітовський — секретар військових справ й Іван Макух — внутрішніх справ; Лев Бачинський був віцепрезидентом УНРади. Після занепаду української держави УРП створила коаліцію з Українською народною трудовою партією в Міжпартійній Раді у Львові.

## Міжвоєнний період
На першому по війні (1 квітня 1923) і на наступних з'їздах доповнено програму, за якою УРП визначала себе як організацію працюючих мас України, що стоїть на соціалістичних позиціях, які прагне здійснити в українській незалежній державі з республіканським устроєм і владою всіх працюючих, та домагається соціалізації всіх засобів продукції. УРП відмежувалася від Української соціал-демократичної партії (УСДП), яка з 1923 орієнтувалася на радянську Україну.
1925 з'їзд УРП ухвалив постанову проти співпраці з українськими «буржуазними партіями», засудив колоніальну політику більшовиків супроти України, проголосив гасло: «Вся земля селянам без викупу».
У 1926, після приєднання до УРП волинської групи есерів, партія змінила назву на Українську соціалістично-радикальну партію, а в квітні 1931 вступила до II Соціалістичного Інтернаціоналу.
Партія бойкотувала (спільно з усіма політичними організаціями Галичини) вибори до польського сейму 1922. До виборів 1928 пішла самостійно (здобула 11 мандатів до сейму і 3 до сенату), а 1930 виступила у виборах спільно з УНДО (поділ мандатів в пропорції 1:3); посли УРП творили в сеймі і сенаті окремий клуб. Дальші вибори УРП бойкотувала з причини недемократичності виборчої системи.
У 1934 партія мала 20 000 членів.

## Сателітні організації
УРП заснувала свої організації — молоді «Каменярі» і Союз українських працюючих жінок — «Жіноча Громада»; під її впливом було видавництво і народний університет «Самоосвіта» (1930—1939); партійно-політичну літературу видавало видавництво «Громада» (1922—1939).
Пресові органи: «Народ» (1890—1895 і 1919), «Хлібороб» (1891—1895), «Громадський голос» (1895—1939, з перервами) та ін.

## Післявоєнний період
По Другій світовій війні УСРП відновила 1946 свою діяльність на еміграції і 1948 взяла участь у створенні Української Національної Ради. 1950 об'єдналася з УСДП й іншими соціалістичними партіями в Українську соціалістичну партію.
Лідерами УСРП на еміграції були Матвій Стахів, В. Лисий та ін.

## Вшанування
Постановою № 184-VIII Верховної Ради України від 11 лютого 2015 року 125-річчя створення РУРП відзначалося на державному рівні